# Radziejów (gmina wiejska)
Radziejów – gmina wiejska w Polsce położona w województwie kujawsko-pomorskim, w powiecie radziejowskim. W latach 1975–1998 gmina administracyjnie należała do województwa włocławskiego.
Siedziba gminy znajduje się w Radziejowie.
Według danych z 30 czerwca 2004 gminę zamieszkiwało 4386 osób.

## Struktura powierzchni
Według danych z roku 2002 gmina Radziejów ma obszar 92,6 km², w tym:
- użytki rolne: 95%
- użytki leśne: 0%

Gmina stanowi 15,26% powierzchni powiatu.

## Demografia

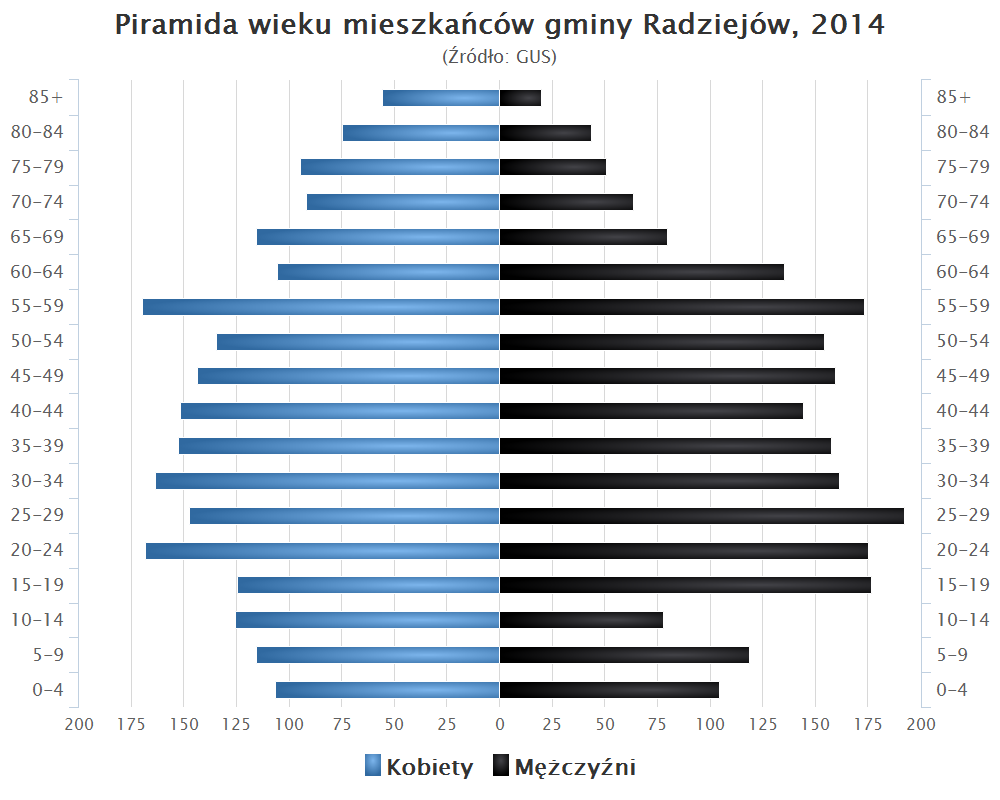
Piramida wieku mieszkańców gminy Radziejów w 2014 roku

Dane z 30 czerwca 2004:
| Opis                              | Ogółem | Ogółem | Kobiety | Kobiety | Mężczyźni | Mężczyźni |
| --------------------------------- | ------ | ------ | ------- | ------- | --------- | --------- |
| jednostka                         | osób   | %      | osób    | %       | osób      | %         |
| populacja                         | 4386   | 100    | 2196    | 50,1    | 2190      | 49,9      |
| gęstość zaludnienia (mieszk./km²) | 47,4   | 47,4   | 23,7    | 23,7    | 23,7      | 23,7      |

## Historia
Historycznie obszar gminy Radziejów odpowiada dawnemu (sprzed 1875) obszarowi gminy Piotrków (Piotrkowo).
Gmina o nazwie Piotrkowo powstała 1 stycznia 1867 za Królestwa Polskiego, gdzie należała do powiatu radiejewskiego (od 1871 nieszawskiego) w guberni warszawskiej. Na południe od niej znajdowała się gmina Wymysłowo. Miasto Piotrków stanowiło oddzielną jednostkę administracyjną, położoną między gminami Piotrków (na północy) a Wymysłowo (na południu), natomiast miasto Radziejów stanowiło enklawę (również oddzielną jednostkę administracyjną) na obszarze gminy Piotrków.
31 maja 1870 do gminy Piotrków przyłączono pozbawiony praw miejskich Radziejów, natomiast pozbawiony praw miejskich 28 sierpnia 1870 Piotrków nie włączono do gminy Piotrkowo, lecz do gminy Wymysłowo, którą przemianowano na gminę Gradowo.
Dopiero w 1874 roku uporządkowano zawiłą sytuację administracyjną, kiedy to gminę Gradowo (z Piotrkowem) przemianowano na gminę Piotrków, a istniejącą dotychczas gminę Piotrków (z Radziejowem) na gminę Radziejów. W 1919 Radziejów odzyskał prawa miejskie, i został wyłączony z gminy Radziejów.
Poniższa tabela przedstawia tę złożoność, między innymi zmianę znaczenia odpowiednika gminy Piotrków:
| Rok  | Gmina północna                              | Gmina południowa                          |
| ---- | ------------------------------------------- | ----------------------------------------- |
| 1867 | gmina Piotrków                              | gmina Wymysłowo                           |
| 1870 | gmina Piotrków + zniesiono miasto Radziejów | gmina Gradowo + zniesiono miasto Piotrków |
| 1874 | gmina Radziejów z osadą Radziejów           | gmina Piotrków z osadą Piotrków           |

## Zabytki
Wykaz zarejestrowanych zabytków nieruchomych na terenie gminy:
- zespół dworski z początku XX w. w Biskupicach, obejmujący: dwór; park, nr 153/A z 15.09.1984 roku
- zespół kościelny parafii pod wezwaniem św. Wojciecha i Barbary w Broniewie, obejmujący: kościół z 1860 roku; dzwonnicę z 1857 roku; ogrodzenie, nr A/421/1-3 z 20.06.1988 roku
- park dworski z drugiej połowy XIX w. w Broniewie, nr 154/A z 15.09.1984 roku
- zespół dworski w Czołówku, obejmujący: dwór z lat 1923-1925; park z przełomu XIX/XX w., nr A/1161 z 17.09.1984 roku
- zespół dworski w Płowcach, obejmujący: dwór z 1759 roku (50/391 z 29.09.1957); park z XVIII w. (nr 155/A z 15.09.1984)
- zespół dworski z początku XX w. w Skibinie, obejmujący: dwór; park, nr 152/A z 15.09.1984 roku.

## Wsie sołeckie
Bieganowo, Biskupice, Broniewo, Broniewek-Płowki, Czołowo, Czołówek, Kolonia Wąsewo, Kwilno-Kłonówek, Opatowice, Piołunowo, Płowce, Pruchnowo, Przemystka, Skibin, Stary Radziejów (kolonia), Stary Radziejów (wieś), Szostka Duża, Zagorzyce.

## Pozostałe miejscowości
Leonowo, Opatowice (zniesiona kolonia), Plebanka, Tarnówka.

## Integralne części wsi
Chełmiczki, Kontrewers, Łany Wybranieckie, Płowce Pierwsze, Rokitki, Szostka Mała, Szybka

## Wykaz miejscowości podstawowych w administracji gminy
1. 0868081 Opatowice kolonia
2. 0867940 Stara Kolonia kolonia
3. 0868187 Stary Radziejów kolonia
4. 0867934 Bieganowo wieś
5. 0867957 Biskupice wieś
6. 0867986 Broniewek wieś
7. 0868000 Broniewo wieś
8. 0868017 Czołowo wieś
9. 0868030 Czołówek wieś
10. 0868052 Kłonówek wieś
11. 0868230 Kolonia Wąsewo wieś
12. 0868069 Kwilno wieś
13. 0868141 Leonowo wieś
14. 0868075 Opatowice wieś
15. 0868098 Piołunowo wieś
16. 0868158 Plebanka wieś
17. 0868106 Płowce wieś
18. 0868129 Płowce Drugie wieś
19. 0867992 Płowki wieś
20. 0868135 Pruchnowo wieś
21. 0867963 Przemystka wieś
22. 0868164 Skibin wieś
23. 0868170 Stary Radziejów wieś
24. 0868193 Szostka wieś
25. 0868218 Tarnówka wieś
26. 0868247 Zagorzyce wieś

## Sąsiednie gminy
Bytoń, Dobre, Kruszwica, Osięciny, Piotrków Kujawski, Radziejów (miasto).